# Джазовый танец

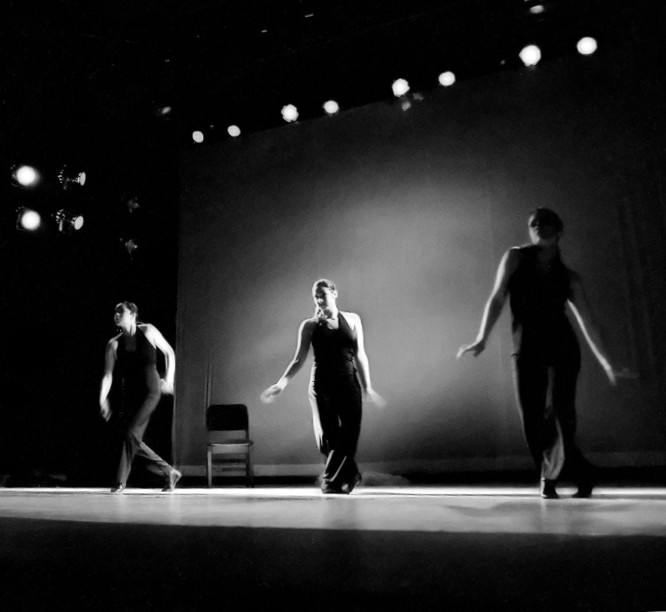
Танцоры современного джаза

Джазовый танец — хореографическое направление, представляющее собой классификацию, включающую в себя широкий диапазон танцевальных стилей. Этот танец развивался параллельно с музыкой в 20-е — 40-е годы XX столетия. Термин 
«джазовый танец» неразрывно связан с понятием танцев в стиле «свинг» и включает в себя: линди хоп, чарльстон, буги-вуги, джиттербаг (как смесь стилей), шэг, бальбоа, блюз. Это название часто также распространяется на джайв, рок-н-ролл, West Coast Swing, Se rock или Le Rock и другие танцы, развившиеся в 1940-х и позднее. В США термином «свинг» чаще обозначают такие социальные танцы, как линди хоп, West Coast Swing, East Coast Swing, Hand Dancing и т. д. В Европе долгое время были наиболее распространены буги-вуги и рок-н-ролл, а в последние годы широкую популярность получил линди хоп.
До 1950-х годов джазовый танец, как и музыка относился к танцевальным стилям, которые произошли из aфро-американского коренного танца. В 1950-х появился новый жанр джазового танца — современный джазовый танец или джаз-модерн, корни которого шли из традиционного Карибского танца. В каждом отдельном стиле джазового танца можно проследить корни одного из этих различных истоков.

## История
До середины 1950-х годов джазовый танец относился к танцевальным стилям, которые произошли из афро-американского коренного танца конца XIX — середины XX века. Джазовый танец часто относили к чечётке, потому что чечётка под джазовую музыку была одним из господствующих танцев той эпохи. Развиваясь со временем джазовый танец, породил разнообразие социальных и концертных танцевальных стилей. Позднее, в течение века джаза популярные формы джаза включали в себя кекуок, Black Bottom, чарльстон, джиттербаг, буги-вуги, линди-хоп. Сегодня многие из этих танцевальных стилей все также популярны и продолжают практиковаться учениками и педагогами.

### Ранние джазовые формы 1920-х и ранее
Стоит заметить, что ранние формы (с 1890 по 1910) танца, который позднее станет известен как свинг, танцевали на юге Соединенных Штатов. Однако, из-за расового конфликта, известного как законы Джима Кроу (так называемая расовая сегрегация), многие талантливые афроамериканцы переезжали на север, где отношение к чернокожим было намного лояльнее. Многие из них совместили свой родной танцевальный стиль с тем, что уже был распространен в клубах таких городов как Чикаго, Кливленд, Нью-Йорк, Детройт, Сент Луис и других. В результате появились множество новых танцевальных стилей, практически у каждого города был свой собственный стиль.
- Black Bottom
- Rhythm Tap dance (тэп)
- Texas Tommy. Первое упоминание свинга отмечено в San Francisco Tribune в 1911, это был рассказ о танцующих Texas Tommy в Fairmout Hotel. В Texas Tommy партнеры периодически расходились вместо того, чтобы все время танцевать в близкой позиции, и тогда партнер «раскручивал» (swing out) партнершу, создавая возможность для импровизации и акробатических элементов. Термин «акробатический» часто встречается в описании этого танца. Texas Tommy считается непосредственным предшественником линди хопа. Когда у первых танцоров Texas Tommy попросили описать их танец, они сказали, что он был точно как линди хоп, только первые пару шагов были другими. Также они сказали что: «Через какое-то время после возникновения открытой позиции (breakaways) Texas Tommy развился и включил в себя элементы многих других танцев, в том числе танцев, пародирующих движения животных, например Grizzly Bear, Bunny Hop, Eagle Rock и Turkey Trot.»
- Shim Sham Shimmy — популярный линейный танец 1920-х и 30-х годов.
- Apache — старый французский танец из пригородов Парижа, популярный с середины 1800-х. Смысл танца был в исполнении сценки, в которой мужчина, или сутенёр, подчиняет или наказывает женщину или проститутку. Танец заключался в том, что женщина уползала от мужчины в близкой позиции и мужчина бросал её. Это единственный известный ранний танец в котором, также как в Texas Tommy, пара расходится. Движения «apache spin» и «texas tommy spin» пришли из этих танцев, и сейчас легко представить как они вписывались в тему танцев.
- Чарльстон — классический танец, популярный в 10-х — начале 20-х годов, родственный линди хопу. Чарльстон происходит из афроамериканских районов, достиг широкой популярности в 20-е годы благодаря сценическим выступлениям. Стилистически выделяют чарльстон 20-х и линди-чарльстон — более поздние вариации, часто используемые в линди хопе.
- Breakaway произошёл от чарльстона в поздних 1920-х и часто ассоциируется с такими танцорами как Джордж «Shorty» Сноуден. «Разбивание» (breaking away) партнеров друг от друга в открытую позицию часто рассматривается как развитие танцев таких как Texas Tommy, а также важный шаг в истории линди хопа. Этот танец популярен среди танцоров, интересующихся историей линди хоп.

### Формы 1930-х и 1940-х
- Линди хоп — достиг пика популярности в поздних 1930-х и ранних 1940-х. Линди хоп — наиболее развитая и наиболее сложная форма свинга. Его характеризуют возможность импровизации и определённая гибкость ритмической структуры. Бейсик на 6 и 8 счётов. Его танцуют под почти любую возможную джазовую музыку, а также под блюз и другие виды музыки с ритмом блюза или джаза. •Бальбоа — танец на 8-ми частной основе, его характерные черты — близкий контакт между партнерами и быстрая работа ногами. Этот танец особенно удобен для быстрой джазовой музыки (обычно все в районе от 180 до 320 ударов в минуту) и/или ограниченного места на танцевальной площадке, хотя его также танцуют и в медленном темпе.
- Блюз сегодня — неформальный вид свинга без фиксированных форм и с большим фокусом на связь, чувствительность и импровизацию, часто с сильным телесным контактом. Хотя изначально его и танцевали под одноимённую музыку, для него подходит любая небыстрая музыка в темпе 4/4, включая рок баллады и R’n’B. Исторически существует много видов блюзовых танцев, включая медленный драг. В некоторых местах танцуют только блюз, хотя в основном только в Соединенных Штатах.
- Carolina shag — Каролина Шаг сформировался на основе Charleston и Collegiate shag. Однако, сегодня нет никакого сходства с ними. Название возникло в Myrtle Beach в Южной Каролине в 1930-х годах, когда танца являлся смесью Charleston и Collegiate Shag (according to 10/1938-Dance Index Mag. «Carolina Shag» descriptions") некоторые из основных шагов, назывались: кубинские Шаг , Shuffle, Twinkle т.д. Оригинальный Каролина Шаг, как говорят, возник в районе Атлантик-Бич, но большинство согласны на современные формы танца которые танцевали в области Myrtle Beach. В середине 1940-х R&B группы играли не только в клубах, но и на пляжах. Танцы на пляже (песок) способствовали изменению этого танца, а также танец получает название «Beach Dancing».
- Collegiate shag — довольно простой танец на 6-битной основе, быстрый и энергичный. Был популярен на вечеринках учащихся колледжей, откуда и произошло его название. Для пары танцующей шэг характерна близкая позиция и масса энергичных вариаций футворка. Collegiate shag возник на юге (возможно, Новый Орлеан) и был известен как «Блошиный шаг» . Shag появился в конце 1920-х и был популярен у молодёжи, до появления линди хопа. Его танцевали в первую очередь под быстрой Регтайм -разновидность джазовой музыки. В 1920—1930 годах проходило много танцевальных конкурсов, проводимых в Нью-Йорке, в который Shag был неоспоримым лидером. На пляжах Вирджини танец пользовался популярностью, так как в некоторые городах восточного побережья Shag был запрещен.
- St. Louis shag — более сложная вариация, отличающаяся синкопированными «притоптываниями». Возник в 1920-х годах в St. Louis и является разновидностью чарльстона.

### Формы с 1940-х, 1950-х и позднее
- Буги-вуги родился в 1940-х. Сейчас он популярен в Европе, Boogie Woogie является европейской версией раннего West Coast Swing, который танцуют под джамп-н-джайв или буги-вуги.
- Вестерн-свинг, также называемый кантри-свинг, — форма с определённой культурой. Он напоминает East Coast Swing, но добавляет некоторые вариации из других танцев кантри.
- East Coast Swing (англ.)(Свинг Восточного Побережья) — 6-битный свинг, возник в 1940-х и 50-х годах на восточном побережье, как уже ясно из названия. Его также называют Triple Time Swing или Jitterbug. East Coast Swing имеет очень простую структуру и положения ног, простые движения и стиль. Он демократичен и популярен, его часто танцуют под медленный и средний джаз, блюз и рок-н-ролл.
- Washington Hand Dancing
- Jitterbug часто описывается как ветвь линди хопа, порой употребляется как синоним. Однако термин Jitterbug относится к более позднему времени — (конец 30-х/начало 40-х годов), есть мнение что этим словом пренебрежительно называли белых танцоров. ((англ)Jitter-трястись, bug-неврастеник, паникер.[О. К. Королёв «краткий энциклопедический словарь джаз рок поп музыки»])
- Джайв — ((англ.)Jive(сленг)- ерунда, болтовня) — жаргонное слово, появившееся у молодёжи в 1930-х. Также джайв — один из танцев латиноамериканской программы бальных (спортивных) танцев. Современный джайв сильно отличается от свинга по манере, хотя в нём принцип свинга. •Push and Whip — техасская форма свинга.
- Skip jive — британский вариант, популярный в 50-60-х.
- West Coast Swing (анг.)Свинг Западного Побережья развился в 1940-х и 50-х годах как стилистическая вариация линди хопа. Партнерши остаются на линии, и хоть это ограничивает их возможность двигаться влево и вправо, но улучшает их возможность вращаться в обе стороны. West Coast Swing часто танцуют под блюз и рок-н-ролл. Он популярен в Соединенных Штатах и Канаде, но мало в Австралии, Новой Зеландии и большинстве азиатских стран. В этих странах его часто сравнивают с Se Rock и грязным латинским джайвом.
- Рок-н-ролл развился в 1950-х годах вместе с музыкой рок-н-ролл. Рок-н-ролл очень популярен в Австралии и танцуется как для общения так и на соревнованиях и выступлениях. В нашей стране стиль ассоциируется с буги-вуги и линди хопом, потому что многие первые танцоры рок-н-ролла перешли в буги, а позже открыли для себя линди. Если говорить о музыке, то рок-н-ролл и свинг отличаются ритмической пульсацией (в буги и рок-н-ролле свингового разделения долей нет), хотя иногда гармония у них одна — 3-аккордный блюз. Независимо от этого многие старые танцоры линди хопа хорошо танцуют под рок-н-ролльную музыку. Во всех рок-н-ролльных фильмах 50-х годов («Rock Around The Clock», «Untamed Youth» и др.) танцоры исполняют линди.
- Акробатический Рок-н-ролл популярен в Европе. Популярность акробатического Рок-н-ролл ассоциируется с русскими акробатами, которые «захватили» танец, хотя он популярен по всей Европе. Это танец больше для конкурсных выступлений или спорта, чем для общения.
- Современный джайв, также известный как лерок и серок, развился в 1980-х из французской формы джайва (по общему мнению).

### Джаз-модерн
После 1950-х, такие основатели как Кэтрин Данэм взяв сущность традиционного Карибского танца, превратили его в театральное искусство. С растущим господством других форм развлекательной музыки джазовый танец эволюционировал на Бродвее Broadway в новый пластичный стиль, который преподается сегодня и известен как джаз-модерн, тогда как чечетка отделилась и пошла своим путём развития. В большой мере театральный стиль джазового танца был популяризирован в работах Боба Фосса, что можно видеть на примере таких Бродвейских шоу как «Чикаго», «Кабаре», «Чертовы Янки», и «Пижамная игра». Джаз-модерн продолжает оставаться существенным элементом в музыкальных театрах и его часто можно увидеть в музыкальных клипах и на танцевальных соревнованиях.
Танцоры джаз модерна часто носят кожаные джазовки, что помогает им плавно двигаться выполняя повороты, например, пируэт.
Перед танцем танцоры обычно делают упражнения, чтобы разогреть и растянуть мышцы и предотвратить травмы. В дополнение общеукрепляющие упражнения часто используются для поддержания общей формы."На пальчиках", танцовщица поднимается с колен, поддерживая баланс тела на пальчиках ног. Танцовщица — акробатка выполняет шпагат в прыжке, что также встречается в джазовом танце.
Модерн-джаз часто испытывает влияние других танцевальных стилей таких как акробатический танец, балет, современный танец, лирический танец, хип-хоп. В свою очередь многие танцевальные стили испытывают влияние джаза.
Как и в большинстве видов танца техника является основой всех движений в джазовом танце. В частности танцоры джаза извлекают пользу из знания балетной техники и поэтому в учебную программу джазового танца обычно включают балетные тренировки.
В джаз-модерне встречаются различные техники, как например:
1)Контроль центра телаРассматривая центр баланса как точку, из которой исходят все движения, становится возможным поддерживать равновесие и контроль во время выполнения движений, что в противном случае вывело бы танцора из равновесия.
2)МестоположениеЭто позволяет танцору поддерживать баланс и контроль во время выполнения поворотов таких, как пируэт и фуэте, уменьшая при этом эффект головокружения от повторяющегося вращения.
3)Носок ногиТанцоры вытягивают лодыжку и указывают носком так, чтобы выровнять стопу с линией ноги в приятной эстетической манере.

## Известные руководители, танцоры и хореографы
- Кэтрин Данэм, основатель афроамериканского театрального танца.
- Джек Коул считается отцом техники джазового танца. Он был главным вдохновением для Мэтта Мэттокс, Боба Фосса, Джерома Роббинс, Гвен Вердон и многих других хореографов.
- Юджин Луис Фасиуто (или «Луиджи») состоявшийся танцор, после травмы в автомобильной катастрофе в 1950-х создал новый стиль джазового танца, основанный на разогревающий упражнениях, которые он изобрел, чтобы скрыть свои физические затруднения.
- Боб Фосс, заслуженный джазовый хореограф, создал новый вид джазового танца, вдохновившись работами Фреда Астера и такими стилями как Американский бурлеск[уточнить] и водевиль.
- Гасс Джордано, впечатляющий танцор джаза и хореограф.
- Джером Роббинс, хореограф нескольких мюзиклов — хитов таких как «Питер Пэн», «Король и Я», «Скрипач на крыше», «Цыгане», «Смешная девчонка», и «Вестсайдская история».
- Гвен Вердон, известна ролями в «Чертовых Янки», «Чикаго», и «Милая Чарити».
- Фрэнки Мэннинг, звезда мировой величины, линди-хоп. Лауреат премии «Тони» за хореографию для мюзикла Black and Blue.
- Людмила Николаевна, известна ролью в «Танец зебры и тигра»

## Медицинский аспект
Исследования показали положительное влияние джазового танца на настроение и когнитивные способности пожилых людей. Проводились измерения с использованием шкалы гериатрической депрессии (GDS) и теста сенсорной организации (SOT) соответственно до (время 1), в середине (время 2) и после (время 3) занятия. Различия в баллах MMSE и GDS не были значительными, но баллы SOT увеличивались от времени 1 к времени 2 и от времени 2 к времени 3.